# Christopher Haase
Christopher Haase, född 26 september 1987 i Kulmbach, är en tysk racerförare.